# Dogma 95
Dogma 95 (Deens: Dogme 95) is een oorspronkelijk Deens verbond van een aantal regisseurs dat in 1995 in Kopenhagen is opgericht. De deelnemers hebben afgesproken zich bij het filmmaken aan tien strikte regels (dogma's) te zullen houden. Deze regels worden opgesomd in het manifest van Dogma 95, en vormen samen De eed van zuiverheid.
De oprichters van Dogma 95 zijn de Deense regisseurs Thomas Vinterberg en Lars von Trier. De eerste en tevens bekendste Dogma 95-film is Festen (Het Feest) uit 1998, geregisseerd door Thomas Vinterberg. In totaal werden 35 films gecertificeerd als Dogma-film.

## Concept
Von Trier stelde het manifest van Dogma 95 voor in maart 1995 op een Frans symposium naar aanleiding van de honderdste verjaardag van de cinema. De regels van Dogma 95 werden er uitgedeeld op rode pamfletten maar werden verder niet toegelicht, zogezegd omdat von Trier hiertoe geen mandaat had gekregen van het collectief. Dat collectief bestond toen enkel uit von Trier en Vinterberg en volgens von Trier hadden ze de regels al lachend in 45 minuten verzonnen. Met Dogma 95 wilden de regisseurs zich afzetten tegen de commerciële Hollywoodfilm maar ook tegen de in hun ogen narcistische auteursfilm.

### De eed van zuiverheid
"Ik zweer mij te onderwerpen aan de volgende regels, opgesteld en bevestigd door Dogma 95:
1. Opnames dienen op locatie plaats te vinden. Rekwisieten en decors mogen niet worden toegevoegd (als een bepaald rekwisiet noodzakelijk is voor het verhaal, moet een locatie worden gekozen waar dit rekwisiet aanwezig is).
2. Geluid dient nooit los van de beelden te worden gemaakt, of andersom. (Muziek mag niet worden gebruikt, tenzij aanwezig waar de scène wordt gefilmd.)
3. De camera dient in de hand te worden gehouden. Elke beweging of fixatie die uit de hand kan worden bereikt is toegestaan. (De film dient niet plaats te vinden waar de camera staat, schieten dient plaats te vinden waar de film plaatsvindt.)
4. De film dient in kleur te zijn. Speciale belichting is niet toegestaan. (Als er te weinig licht is, moet de scène worden afgebroken of dient een enkele lamp aan de camera te worden bevestigd.)
5. Optische effecten en filters zijn verboden.
6. De film mag geen oppervlakkige actie bevatten. (Moorden, wapens etc. dienen niet voor te komen.)
7. Vervreemding in tijd en plaats is verboden. (Dat wil zeggen dat de film plaatsvindt in het hier en nu.)
8. Genrefilms zijn niet toegestaan.
9. Het filmformaat is Academy 35 mm.
10. De filmregisseur wordt niet genoemd op de aftiteling.

Verder zweer ik als regisseur af te zien van persoonlijke smaak. Ik ben niet langer een kunstenaar. Ik zweer af te zien van het creëren van een 'werk', omdat ik het moment belangrijker vind dan het geheel. Mijn uiteindelijke doel is om de waarheid uit mijn karakters en omstandigheden te dwingen. Ik zweer dat te doen met behulp van alle beschikbare middelen en ten koste van elke vorm van goede smaak en 
elke esthetische overweging.

Zo zweer ik mijn EED VAN ZUIVERHEID.
Kopenhagen, maandag 13 maart 1995.
Namens DOGMA 95
Lars von Trier, Thomas Vinterberg"
(vertaald vanuit het Deens)

## Dogma-films
| 1  | Festen                                             | Denemarken  | Thomas Vinterberg           | Nimbus Film Productions                                                 |
| 2  | Idioterne                                          | Denemarken  | Lars von Trier              | Zentropa Entertainments                                                 |
| 3  | Mifunes sidste sang                                | Denemarken  | Søren Kragh-Jacobsen        | Nimbus Film Productions                                                 |
| 4  | The King Is Alive                                  | Denemarken  | Kristian Levring            | Zentropa Entertainments                                                 |
| 5  | Lovers                                             | Frankrijk   | Jean-Marc Barr              | TF1 International                                                       |
| 6  | Julien Donkey-Boy                                  | VS          | Harmony Korine              | Independent Pictures                                                    |
| 7  | Interview                                          | Korea       | Daniel H. Byun              | CINE 2000 Production                                                    |
| 8  | Fuckland                                           | Argentinië  | Jose Luis Marques           | Atomic Films S.A.                                                       |
| 9  | Babylon                                            | Zweden      | Vladan Zdravkovic           | AF&P, MH Company                                                        |
| 10 | Chetzemoka's Curse                                 | VS          | Rick Schmidt, Maya Berthoud |                                                                         |
| 11 | Diapason                                           | Italië      | Antonio Domenici            | Flying Movies S.R.L.                                                    |
| 12 | Italiensk For Begyndere (Italiaans voor Beginners) | Denemarken  | Lone Scherfig               | Zentropa Entertainments                                                 |
| 13 | Amerikana                                          | VS          | James Merendino             | Gerhard Schmidt, Sisse Graum Olsen                                      |
| 14 | Joy Ride                                           | Zwitserland | Martin Rengel               | Abrakadabra Films AG                                                    |
| 15 | Camera                                             | VS          | Rich Martini                | Rich Martini                                                            |
| 16 | Bad Actors                                         | VS          | Shaun Monson                | Nicole Visram, Immortal Pictures                                        |
| 17 | Reunion                                            | VS          | Leif Tilden                 | Kimberly Shane O'Hara, Eric M. Klein                                    |
| 18 | Et Rigtigt Menneske                                | Denemarken  | Åke Sandgren                | Ib Tardini, Zentropa Productions                                        |
| 19 | Når Nettene Blir Lange                             | Noorwegen   | Mona J. Hoel                | Malte Forssell, Freedom From Fear A/S                                   |
| 20 | Strass                                             | België      | Vincent Lannoo              | Dadowsky Film                                                           |
| 21 | En Kærlighedshistorie                              | Denemarken  | Ole Christian Madsen        | Bo Ehrhardt, Birgitte Hald, Morten Kaufmann, Nimbus Film Produktion ApS |
| 22 | Era Outra Vez                                      | Spanje      | Juan Pinzás                 | Pilar Sueiro Atlántico Films, S.L.                                      |
| 23 | Resin                                              | VS          | Vladimir Gyorski            | Steve Sobel, Organic Film                                               |
| 24 | Security, Colorado                                 | VS          | Andrew Gillis               | Andrew Gillis, Grammar Rodeo LTD                                        |
| 25 | Converging With Angels                             |             | Michael Sorenson            | Thomas Jamroz, and Michael Sorenson, Artistry & Rhythm Filmworks        |
| 26 | The Sparkle Room                                   | VS          | Alex McAulay                | Voltage USA                                                             |
| 27 | Come Now                                           | VS          |                             |                                                                         |
| 28 | Elsker Dig For Evigt                               | Denemarken  | Susanne Bier                | Vibeke Windeløv, Zentropa Entertainments                                |
| 29 | The Bread Basket                                   | VS          | Matthew Biancniello         | My way of the Highway Films                                             |
| 30 | Dias de Boda                                       | Spanje      | Juan Pinzas                 | Atlantico Films                                                         |
| 31 | El Desenlace                                       | Spanje      | Juan Pinzas                 | Atlantico Films                                                         |
| 32 | Se til venstre, der er en Svensker                 | Denemarken  | Natasha Arthy               | Nimbus Film Productions                                                 |
| 33 | Residencia                                         | Chili       | Artemio Espinosa Mc.        | Nuevo-Extremo Cine TV Digital                                           |
| 34 | Forbrydelser                                       | Denemarken  | Annette Olesen              | Zentropa Entertainments                                                 |
| 35 | Cosi x Caso                                        | Italië      | Cristiano Ceriello          | CinemaDistriBuzione.com, Cristiano Ceriello                             |

## Invloed
De eerste Dogma-film, Festen, veroorzaakte sensatie op het Filmfestival van Cannes van 1995 en werd een internationale hit. Maar al snel bleek dat de strenge regels niet altijd stipt werden nageleefd  en eerder afremden dan inspireerden. Noch von Trier, noch Vinterberg waagden zich aan een tweede Dogma-film en in 2005 riepen ze het einde van Dogma 95 uit. Buiten de eerste Dogma-films leverde de beweging weinig gedenkwaardige films op, maar lanceerde wel de carrière van enkele Deense regisseurs zoals Susanne Bier en Lone Scherfig.